# Shorea falcata
Shorea falcata är en tvåhjärtbladig växtart som beskrevs av Jules Eugène Vidal. Shorea falcata ingår i släktet Shorea och familjen Dipterocarpaceae. Inga underarter finns listade i Catalogue of Life.